# Liste der Naturdenkmale in Altdorf (Landkreis Esslingen)
| Naturdenkmale | Anzahl |
| ------------- | ------ |
| FND           | 2      |
| END           | 1      |
| Gesamt        | 3      |

Die Liste der Naturdenkmale in Altdorf nennt die verordneten Naturdenkmale (ND) der im baden-württembergischen Landkreis Esslingen liegenden Gemeinde Altdorf. In Altdorf gibt es insgesamt drei als Naturdenkmal geschützte Objekte, davon zwei flächenhafte Naturdenkmale (FND) und ein Einzelgebilde-Naturdenkmal (END).
Stand: 30. Oktober 2016.

## Flächenhafte Naturdenkmale (FND)
| Name                                | Bild | Kennung     | Einzelheiten            | Position | Fläche Hektar | Datum         |
| ----------------------------------- | ---- | ----------- | ----------------------- | -------- | ------------- | ------------- |
| Amphibienteich im Gewann Nettelbach | BW   | 81160050303 | Altdorf, Großbettlingen | ⊙        | 0,4           | 20. Feb. 1995 |
| Feldgehölz im Gewann Greut          | BW   | 81160050302 | Altdorf                 | ⊙        | 0,4           | 20. Feb. 1995 |
| Legende für Naturdenkmal            |      |             |                         |          |               |               |

## Einzelgebilde (END)
| Name                     | Bild | Kennung     | Einzelheiten | Position | Fläche Hektar | Datum         |
| ------------------------ | ---- | ----------- | ------------ | -------- | ------------- | ------------- |
| 1 Linde (Lutherlinde)    |      | 81160050301 | Altdorf      | ⊙        | 0,0           | 25. Aug. 1983 |
| Legende für Naturdenkmal |      |             |              |          |               |               |